# Río Gualí
El río Gualí es un río de Colombia, que nace en el volcán Nevado del Ruiz y desemboca en el río Magdalena. Tiene una extensión de 113 Km.

## Geografía
El río Gualí nace en volcán Nevado del Ruiz, a una altitud de 5000 m s. n. m. Su recorrido es por el departamento del Tolima, y es tributario del río Magdalena. Divide los municipios de Casabianca, Herveo, Fresno, Palocabildo, Falan, Mariquita y Honda.